# Karl Gustav Ackermann

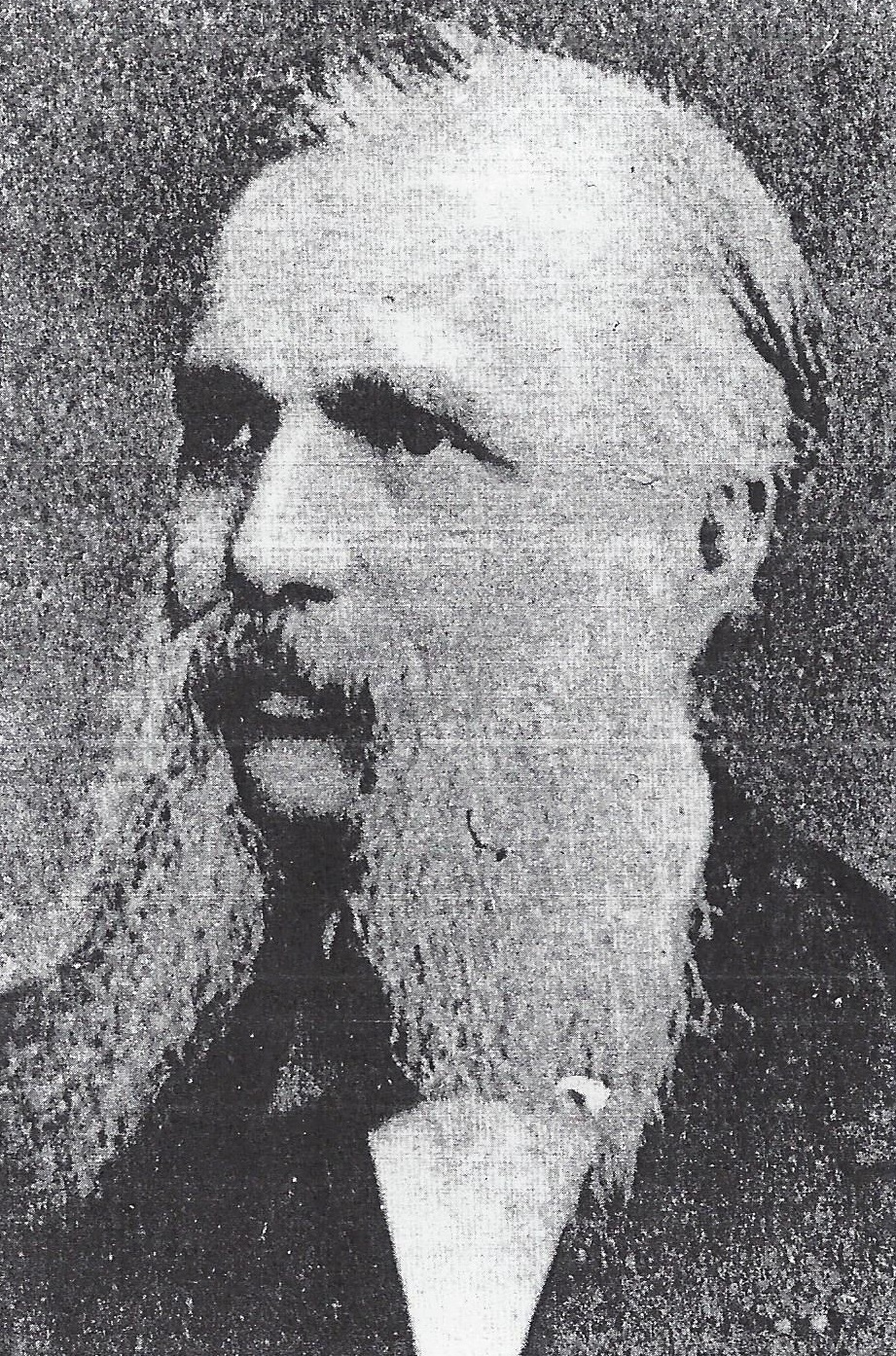
Karl Gustav Ackermann

 Karl Gustav Ackermann (* 10. April 1820 in Elsterberg, Vogtland; † 1. März 1901 in Dresden) war ein deutscher konservativer Politiker (Deutschkonservative Partei) und Jurist. Er war von 1869 bis 1893 Mitglied des Reichstags und von 1869 bis zu seinem Tod Abgeordneter der II. Kammer des Sächsischen Landtags, der er 1891 bis 1898 als Präsident vorstand.

## Leben

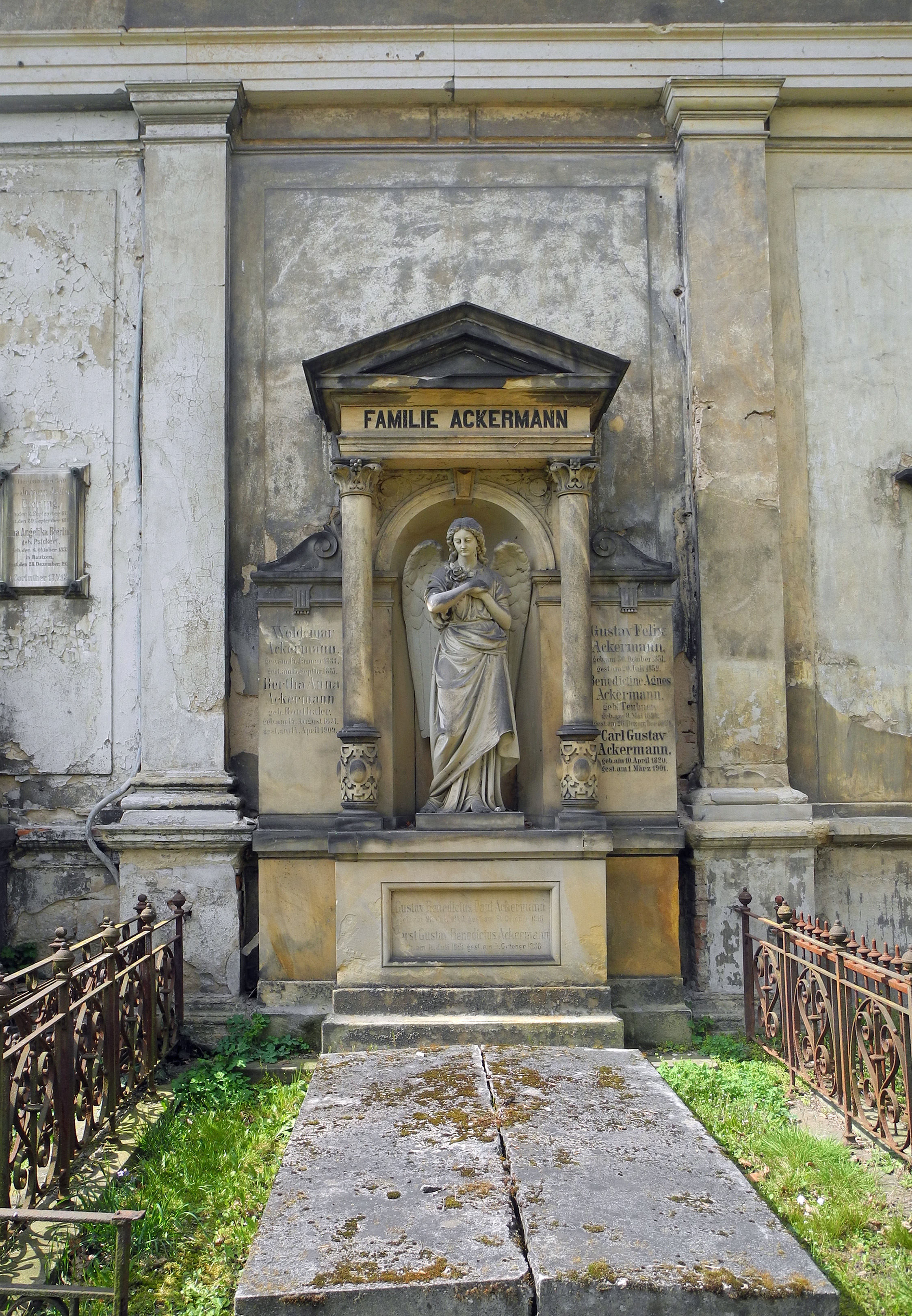
Grab von Karl Gustav Ackermann auf dem Neuen Annenfriedhof

Karl Gustav Ackermann wurde als erster Sohn des königlich-sächsischen Appellationsrates und Gerichtsdirektors Gustav Adolph Ackermann (* 16. Januar 1791 in Auerbach i. V.; † 19. Februar 1872 in Dresden) und Caroline, geb. Wagner, geboren. Sein jüngerer Bruder war der Leipziger Verleger und Buchhändler Albin Ackermann-Teubner.
Nachdem er das Gymnasium der Fürstenschule Grimma abgeschlossen hatte, studierte er von 1840 bis 1843 an der Universität Leipzig und 1843 bis 1845 in Heidelberg Rechtswissenschaft. 1840 wurde er Mitglied der Alten Leipziger Burschenschaft, 1841 wurde er im Corps Misnia Leipzig aktiv. Seine juristische Karriere begann er 1845 als Kanzleisekretär in Königsbrück (Sachsen), 1847 bis 1849 als Ratsaktuar beim Stadtrat Dresden. 1849 ließ er sich in Dresden als selbständiger Advokat und Notar nieder.
1853 wählte man Ackermann in das Stadtverordnetenkollegium von Dresden, wo er 1865 zu dessen Vorstand avancierte. Bereits 1857 wurde er Syndikus der Dresdner Fondsbörse, wo er sich durch erfolgreiche Arbeit für diesen Posten bei der Sächsischen Bank empfahl, den er 1865 übernahm.
1869 wurde Ackermann als Abgeordneter des Reichstagswahlkreises Königreich Sachsen 6 (Dresden-Altstadt–Dippoldiswalde) in den Reichstag des Norddeutschen Bundes und zwei Jahre später in den Reichstag des Deutschen Kaiserreichs gewählt. Zunächst war er Mitglied der Liberalen Reichspartei, danach trat er zur Deutschen Reichspartei über, ehe er sich 1878 der Deutschkonservativen Partei anschloss. Als Gegner der Gewerbefreiheit unterstützte Ackermann die Schutzzollpolitik. Zwischen 1880 und 1883 fungierte Ackermann als zweiter Vizepräsident des Deutschen Reichstags. Während dieser Zeit wirkte er als Finanzprokurator. Er unterstützte die Zusammenarbeit zwischen den Konservativen und den Nationalliberalen.
Er war einer der Anführer der sächsischen Konservativen und gehörte 1875 zu den Mitbegründern des Konservativen Landesvereins, dessen Vorstand er von 1875 bis 1891 angehörte. 1894 war er für mehrere Monate interimistischer Vorsitzendes des Vereins.
Der II. Kammer des Sächsischen Landtages gehörte er zwischen 1869 und 1871 als Vertreter des 2. Wahlkreises der Stadt Dresden und von 1877 bis zu seinem Tod als Repräsentant der 5. städtischen Wahlkreises an. Zu Beginn des Landtags 1891/92 wurde er von den Abgeordneten zum Präsidenten der Kammer gewählt. Dieses Amt hatte er bis zu den Parlamentssitzungen der Jahre 1897/98 inne. Im Alter von 78 Jahren verzichtete er auf eine Wiederwahl und ermöglichte so seinem Schwiegersohn Paul Mehnert den Weg in dieses Amt.
Ackermann starb kurz vor seinem 81. Geburtstag und wurde auf dem Neuen Annenfriedhof in Dresden-Löbtau beigesetzt.

## Familie
1848 heiratete er Agnes Benedektine Teubner (1824–1891), die Tochter des Leipziger Verlegers Benedictus Gotthelf Teubner. Mit ihr hatte er eine Tochter, Katharina Agnes (1854–1934).

## Orden

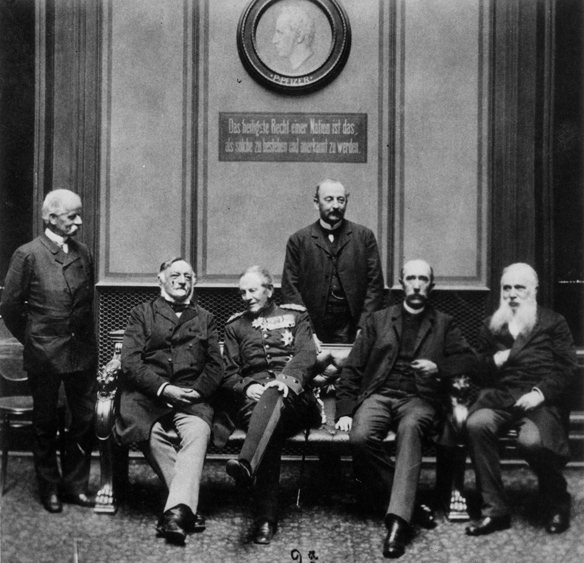
Mitglieder der Reichstagsfraktion der Deutschkonservativen Partei (von links nach rechts): Rudolph Wichmann, Otto von Seydewitz, Helmuth von Moltke, Graf Konrad von Kleist-Schmenzin, Otto von Helldorff, Karl Gustav Ackermann.

- Zivilverdienstorden (Sachsen), Ritterkreuz
- Albrechts-Orden
- Königlicher Kronen-Orden
- Hausorden Albrechts des Bären
- Ehrenkreuz von Schwarzburg

## Ehrungen
- Ehrendoktor der Universität Leipzig
- Hofrat, anlässlich seines 60. Geburtstages (1880)
- Ehrenbürger von Dresden (1878)